# NGC 488
NGC 488 是雙魚座的一個盤面面向地球的螺旋星系，距離地球約9000萬光年，直徑52.6Kpc（171000光年）。NGC 488有一個巨大的中央核球存在，被認為是多旋臂星系的原型星系。它的旋臂分布相當緊密，並且天文學家觀測該星系的恆星形成狀況已經深入旋臂內部。NGC 488的核心有化學退耦現象，並且該區域恆星的金屬量是核球其他區域的2倍。鄰近NGC 488的較小伴星系組成了NGC 488星系群，但NGC 488卻是孤立星系。
NGC 488由威廉·赫歇爾於1784年12月13日發現。該星系內曾經觀測到兩顆超新星，分別是可能為Ia型的SN 2010eb，最大亮度14.7等；以及最大亮度15等的SN 1976G。